# Vida Ildikó
Vida Ildikó (Kisújszállás, 1964. március 5. –) magyar jogász és kormányzati tisztviselő. 2011 és 2015 között a Nemzeti Adó- és Vámhivatal (NAV) elnöke, majd 2017-től a Közgép Zrt. elnöke. 2015-ben a Forbes őt választotta a 4. legbefolyásosabb magyar nőnek a közéletben.

## Tanulmányai és munkássága
A törökszentmiklósi Bercsényi Miklós Gimnáziumban érettségizett. 1982 augusztusától 1983 májusáig előadóként dolgozott a Fővárosi és Pest Megyei Társadalombiztosítási Igazgatóságon. Diplomáját az Eötvös Loránd Tudományegyetem Állam és Jogtudományi Karán 1989-ben szerezte. Tanulmányai idején a későbbi Fidesz számos vezetőjével együtt Bibó-kollégista volt. 1991-ben jogi szakvizsgát tett, majd még abban az évben adótanácsadói szakképesítést szerzett.
1989 szeptemberétől 1991 végéig a Pest Megyei Adófelügyelőségen dolgozott főelőadóként. Itt az akkor még működő munkaügyi döntőbizottság elnöki tisztségét is betöltötte, megszervezte a dolgozók jogsegélyszolgálatát, melyhez többek között a minisztériumok, a bíróságok, az ügyészségek, az önkormányzatok, a Magyar Tudományos Akadémia tartozott.
1992 és 1998 között ügyvédi munkát végzett, emellett öt évig a Közszolgálati Szakszervezetek Szövetségének jogi képviselője is volt. A versenyszférában 1995-től 1998 augusztusáig elsősorban társasági jogi ügyekkel foglalkozott.
1998-ban az Adó- és Pénzügyi Ellenőrzési Hivatal elnökhelyettese, majd egy év múlva, Simicska Lajos lemondása után a szervezet elnöke lett.
2002 és 2010 között a Simicska Lajos tulajdonában lévő MAHIR Zrt. alkalmazásában dolgozott jogtanácsosként.
A  második Orbán-kormány megalakulásakor a Nemzeti Adó- és Vámhivatal néven újjászervezett adóhatóság elnöke lett, 2011. január 1-jétől. 2015-ben lemondott, július 17-ig volt hivatalában. Lemondását több alkalommal is felajánlotta Orbán Viktornak, szakmai okokra hivatkozva. Végül a május 20-án benyújtott, családi okokkal indokolt lemondását fogadta el a miniszterelnök.
2017 januárjában a Közgép Zrt. közgyűlése a társaság új elnökének választotta meg a lemondott dr. Nyerges Zsolt helyére.
A 2018-as választás után Simicska Lajos cégei Nyerges Zsolt közvetítésével fokozatosan átkerültek Mészáros Lőrinchez, így Vida Ildikó is a Mészáros-féle cégbirodalom része lett. 2018 óta vezérigazgatója a Pro-Aurum Vagyonkezelő Zrt.-nek, amely 2019 óta Mészárosé. Emellett a vagyonkezeléssel foglalkozó Pro-Ráta Holding Zrt.-ben is vezérigazgató, a mezőgazdaságban tevékenykedő Talentis Agro Zrt.-ben pedig igazgatósági tag.

## Kitiltása az Amerikai Egyesült Államokból
2014 októberében hat magyar kormányzati tisztviselő részére megtagadta a beutazás lehetőségét az Amerikai Egyesült Államok, hivatkozva a 7750-es elnöki proklamációra. Vida Ildikó elismerte, hogy megkapta a pár soros – ügyet, tárgyat, bizonyítékot nem tartalmazó – értesítést, mely szerint belépése az Amerikai Egyesült Államokba nemkívánatosnak minősül, de azt is kijelentette: „semmilyen korrupciós ügynek nem voltam és nem vagyok a részese”.
2014. november 10-én Vida Ildikó,  a Hír TV stábjának kíséretében elment az amerikai nagykövetségre. A bejáratnál találkozott az épületet éppen elhagyó Mark André Goodfriend ideiglenes ügyvivővel, aki hajlandó volt hivatalában fogadni Vida Ildikót és jogi képviselőjét. 
Rövid tárgyalás után a követségről távozó Vida Ildikó azt nyilatkozta, hogy semmiféle bizonyítékot nem adtak át neki. Ügyvédje ehhez hozzátette, hogy a követségen nem voltak hajlandók tényekkel és bizonyítékokkal alátámasztani a kitiltást megalapozó vádakat, viszont kijelentették, hogy Vida Ildikónak lehetősége van vízumkérelmet beadni és bebizonyítani, hogy nem érintett büntetendő ügyben. Vida Ildikó elmondása szerint meglepődve tapasztalta, hogy az amerikaiak nem tudtak arról, hogy Horváth András volt NAV-dolgozó úgynevezett zöld dossziéja alapján a rendőrség már korábbról, 2013 óta vizsgálódik azokban a korrupciós ügyekben, melyeknek köze lehetett az ő kitiltásához is.
Vida Ildikó 2014. december 11-én  Központi Nyomozó Főügyészségen nagy nyilvánosság előtt, jelentős érdeksérelmet okozó rágalmazás címén, a Fővárosi Törvényszéken pedig jó hírnév megsértése címén feljelentette André Goodfriendet a kitiltási ügyben adott nyilatkozatáért.
A Legfőbb Ügyészség 2014. decemberi megkeresésére az Egyesült Államok hivatalos szervei 2016 augusztusában válaszul azt közölték a magyar hatóságokkal, hogy az André Goodfriend által emlegetett korrupcióra utaló konkrét bizonyítékokkal szemben „az amerikai hatóságok semmilyen konkrét adattal nem rendelkeznek, információikat a sajtó- és az internet nyilvánosságán keresztül szerezték be, úgy, mint egy hírügynökség riportjai és a magyar sajtóhírek”.